# خیبر (موشک)
خیبر یک موشک بالستیک هایپرسونیک میان برد از نسل چهارم خانواده موشک‌های خرمشهر ساخت وزارت دفاع جمهوری اسلامی ایران است. این موشک پنجشنبه ۴ خردادماه ۱۴۰۲ با حضور محمدرضا آشتیانی وزیر دفاع جمهوری اسلامی رونمایی شد. این موشک با برد دو هزار کیلومتر و سرجنگی ۱۵۰۰ کیلوگرمی، از سوخت مایع استفاده می‌کند.
به گفته برخی کارشناسان احتمالاً این موشک دارای قابلیت حمل کلاهک هسته‌ای بوده و در صورت استفاده از سر جنگی کوچکتر نیز برد آن تا هفت هزار کیلومتر قابل ارتقا است. دقت این موشک کمتر از ده متر است و در صورت استفاده از برد نهایی دو هزار کیلومتری دقت آن کمتر از سی متر خواهد بود.

## نحوه عملکرد
سامانه هدایت و کنترل در فاز میانی پرواز دارد و هدایت آن خارج از جو زمین انجام می‌شود. هنگام خروج از جو، موتور اصلی موشک با اتمام سوخت خاموش شده و سر جنگی آن جدا می‌شود. چهار موتور کوچک کنترلی و چهار موتور کوچک هدایت کننده در خارج از جو هدایت سر جنگی موشک را بر عهده می‌گیرند. این موشک قابلیت تغییر و تصحیح مسیر در خارج از جو را دارد و به همین علت رهگیری آن توسط سامانه‌های دفاع ضدموشک بالستیک بسیار دشوار خواهد بود. موشک هنگام حرکت به سمت هدف دارای حرکات چرخشی بوده و کلاهک آن از نوع بارانی است و در نزدیکی هدف تبدیل به هشتاد راکت کوچکتر می‌شود.

## واکنش‌ها
ایالات متحده و فرانسه در واکنش به آزمایش این موشک، آن را «یک تهدید جدی» و همچنین نقض قطعنامه ۲۲۳۱ شورای امنیت سازمان ملل متحد دانستند.
ایندیپندنت فارسی‌ در خبری، به توانایی موشک خیبر (خرمشهر-۴) برای هدف قرار دادن بخش‌هایی از اروپا اشاره کرد و آن را تهدیدی برای امنیت منطقه‌ای دانست.
این موشک پیش از همه تهدیدی جدی برای اسرائیل می‌باشد که برد آن به راحتی به پایتخت این کشور می‌رسد. درحالی که رونمایی موشک در رسانه‌های اسرائیلی بازتاب گسترده ایی داشت اما تا این لحظه به‌طور رسمی این کشور واکنشی نشان نداده‌اند.

## تاریخچه استفاده
به گفته منابع ایرانی، از این موشک در حمله به اسرائیل در جریان جنگ ۱۲ روزه (وعده صادق ۳) استفاده شده است.